# Crimes de guerra dos Chetniks durante a Segunda Guerra Mundial
Os Chetniks, um movimento monarquista iugoslavo e nacionalista sérvio eram uma força de guerrilha que cometeram numerosos crimes de guerra durante a Segunda Guerra Mundial, dirigidos principalmente contra a população não-sérvia do Reino da Iugoslávia, principalmente muçulmanos e croatas, e contra os partisans iugoslavos liderados pelos comunistas e seus apoiadores. A maioria dos historiadores que consideraram a questão consideram os crimes de Chetnik contra muçulmanos e croatas durante este período como constituindo genocídio.
O movimento Chetnik atraiu seus membros da Associação Chetnik entre guerras e de vários grupos nacionalistas sérvios. Alguns ideólogos Chetnik foram inspirados pelo memorando da Sérvia Homogênea de Stevan Moljević em julho de 1941, que definiu as fronteiras de uma Grande Sérvia etnicamente pura. Um documento semelhante foi apresentado ao governo iugoslavo no exílio em setembro de 1941. O governo iugoslavo abraçou os Chetniks e as suas ideias básicas, que já faziam parte do quadro político da iugoslávia pré-guerra. Uma diretiva de Dezembro de 1941, atribuída ao líder chetnik Draža Mihailović, ordenou explicitamente a limpeza étnica de muçulmanos e croatas de Sandžak e da Bósnia e Herzegovina. Um dos principais ideólogos do Chetnik, Dragiša Vasić, argumentou em maio de 1942 que as transferências e deportações de população deveriam ser realizadas no período pós-guerra.
Desde o início da guerra, os Chetniks expulsaram muçulmanos e croatas das áreas que controlavam e envolveram-se em assassinatos em massa. No final de 1941, eles se conectaram com vários grupos independentes pró-Chetnik que participaram de revoltas contra o Estado Independente da Croácia (NDH) liderado pela Ustaše. Com a ajuda da Itália Fascista, os Chetniks estabeleceram uma forma de governo civil e militar em grande parte do leste da Bósnia, que foi seguida por medidas discriminatórias e massacres sistemáticos de não-sérvios na região. A campanha genocida de Chetnik atingiu o auge entre outubro de 1942 e fevereiro de 1943. As derrotas militares e a perda do apoio aliado obrigaram os chetniks a moderar a sua política em relação aos croatas e aos muçulmanos. Apesar destes esforços, os massacres de civis continuaram até ao final da guerra. As tácticas de terror contra os croatas foram, pelo menos até certo ponto, uma reação ao genocídio dos sérvios no Estado Independente da Croácia; no entanto, os maiores massacres de Chetnik ocorreram no leste da Bósnia, onde precederam quaisquer operações significativas de Ustaše. Croatas e bósnios que viviam em áreas destinadas a fazer parte da Grande Sérvia deveriam ser eliminados de não-sérvios de qualquer maneira, de acordo com a diretiva de Mihailović de 20 de dezembro de 1941.
As estimativas do número de mortes causadas pelos Chetniks na Croácia e na Bósnia e Herzegovina variam de 50.000 a 68.000 muçulmanos e croatas. Para a região de Sandžak, estão registadas mais de 5.000 vítimas. Cerca de 300 aldeias e pequenas cidades foram destruídas, juntamente com um grande número de mesquitas e igrejas católicas. Em 1946, Dragoljub Mihailović foi condenado por crimes de guerra e alta traição, e foi executado com outros nove comandantes Chetnik.

## Contexto

### Período entre guerras
Durante o período entre guerras no Reino da Iugoslávia, os veteranos das unidades de guerrilha sérvias conhecidas como Chetniks foram divididos em diferentes organizações, dependendo da sua filiação ao Partido Democrata ou ao Partido Radical Popular. Organizações alinhadas ao Partido Radical promoveram a ideia de uma Grande Sérvia. O líder de uma dessas organizações foi Puniša Račić, que em 1928 matou dois deputados do Partido Camponês Croata (HSS) e feriu mortalmente o seu presidente, Stjepan Radić, no Parlamento Jugoslavo . Essas organizações foram dissolvidas após a imposição da ditadura real pelo rei Alexandre em 1929, e a maioria de seus membros mudou-se para a "Associação Chetnik para a Liberdade e Honra da Pátria" original, que continuou a funcionar. Em 1932, Kosta Pećanac tornou-se presidente da Associação Chetnik.  Como presidente, ele a transformou em uma organização política sérvia agressivamente partidária e permitiu a entrada de não-veteranos. Em 1938, o número de membros aumentou para cerca de 500.000. 
Os subcomités da Associação Chetnik foram estabelecidos em toda a Bósnia e Herzegovina, particularmente no leste da Bósnia, em territórios que imaginavam numa futura Sérvia expandida.  Subcomités também foram formados na Croácia, principalmente em áreas habitadas por sérvios.  Eles atuaram como organizações semimilitares e estiveram envolvidos em atividades violentas ao longo da década de 1930, incluindo assassinatos.  A oposição croata e eslovena à Associação Chetnik levou à sua proibição em Banovinas, com uma maioria étnica croata e eslovena. Algumas de suas seções continuaram a operar nessas regiões nos anos seguintes, em escala reduzida.  Os subcomitês e organizações de Chetnik com um programa semelhante se opuseram à formação da Banovina autônoma da Croácia, que foi negociada em agosto de 1939 sob o Acordo Cvetković-Maček pelos líderes políticos croatas e sérvios. Apelaram à criação da Banovina da Sérvia, com partes da Bósnia e Herzegovina e da costa da Dalmácia que foram incluídas na Banovina croata. Liderado pelo grupo Clube Cultural Sérvio, foi formado um movimento chamado "Sérvios unidos" ( Srbi na okup ),  que afirmava que a posição dos sérvios na Banovina da Croácia estava em perigo. As organizações pró-Chetnik estiveram ativas no trabalho do movimento. Apesar das suas actividades, incluindo uma petição para a secessão dos distritos de maioria sérvia, o movimento não recebeu amplo apoio entre os sérvios na Croácia. Nas eleições locais croatas de 1940, os partidos e listas apoiados pelo movimento tiveram um desempenho fraco em comparação com o Partido Democrático Independente, em grande parte sérvio, membro da coligação governamental juntamente com o HSS.   Em 1941, havia cerca de 300 Chetnik e organizações semelhantes na Bósnia e Herzegovina e cerca de 200 na Croácia. 

### Segunda Guerra Mundial
Em 6 de abril de 1941, Alemanha Nazista, Itália e a Hungria invadiram a Iugoslávia.  A Iugoslávia capitulou em 17 de abril,  e o país foi dividido pelas potências do Eixo.  No norte da Bósnia, um grupo de oficiais e soldados do Exército Real Iugoslavo, liderado pelo Coronel Draža Mihailović, recusou-se a se render e partiu para as colinas. Eles se mudaram para Ravna Gora, na Sérvia, onde estabeleceram sua sede.  Embora não tenham se originado de organizações Chetnik entre guerras, ao estabelecer um posto de comando, eles se autodenominaram "Destacamentos Chetnik do Exército Iugoslavo".  Seu nome foi posteriormente alterado para "Exército Iugoslavo na Pátria", mas eram comumente conhecidos como Chetniks.  Pećanac também criou unidades de guerrilha, mas não enfrentou as forças do Eixo e chegou a acordos em agosto com o governo fantoche sérvio e as autoridades alemãs. As suas forças não cooperaram com Mihailović. 
Mihailović empreendeu uma estruturação militar e política do movimento. Em agosto de 1941, ele formou o Comitê Nacional Chetnik como órgão consultivo. Incluía ex-políticos e membros de organizações como o Clube Cultural Sérvio, com orientação ideológica da Grande Sérvia.  Fora da Sérvia, formaram-se vários grupos independentes que partilhavam a mesma ideologia dos Chetniks. Esses grupos participaram de levantes armados contra o Estado Independente da Croácia (NDH) liderado pelos Ustaše, um estado fantoche do eixo estabelecido na Iugoslávia ocupada, no verão de 1941.  Os levantes foram uma reação à política genocida implementada pelo Ustashas contra os sérvios. Mihailović procurou assumir o comando dos insurgentes e integrá-los no movimento Chetnik.  Nos primeiros meses da guerra, os Chetniks cooperaram nas suas actividades anti-Eixo com os Partidários Iugoslavos liderados pelos comunistas sob o comando de Josip Broz Tito, com quem mais tarde entraram em conflito. 
Em setembro, Mihailović fez os primeiros contatos com o governo iugoslavo no exílio, que abraçou o movimento Chetnik e seus principais objetivos como base da Iugoslávia do pós-guerra.  O regime dominado pelos sérvios na Iugoslávia promoveu políticas da Grande Sérvia e anticroata no período entre guerras. 

## Genocídio de muçulmanos e croatas

### Planos de limpeza étnica

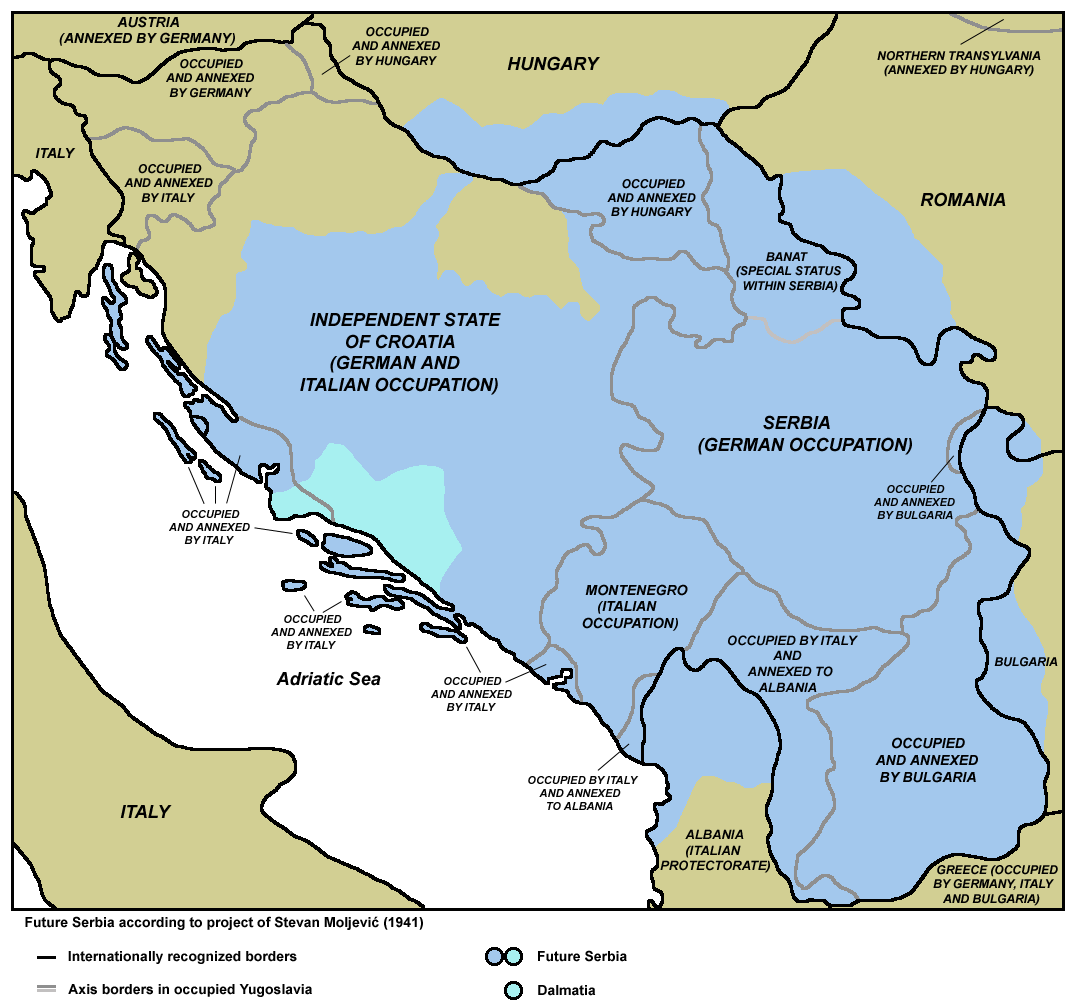
Sérvia homogênea de Stevan Moljević

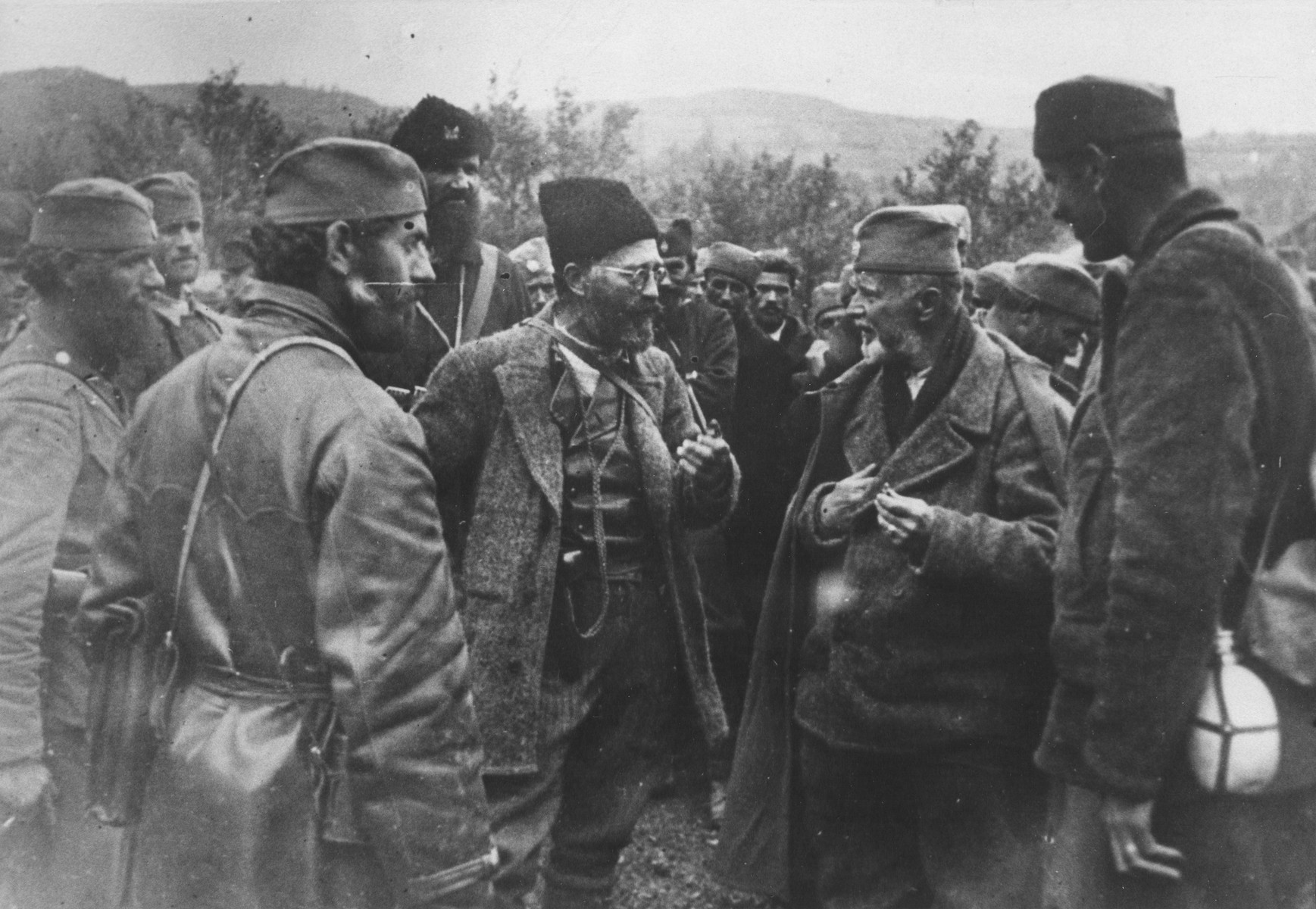
O ideólogo Chetnik Dragiša Vasić (segundo à direita) falando com Draža Mihailović e outros Chetniks.

A ideologia Chetnik abrangia a noção de Grande Sérvia, a ser alcançada através da limpeza étnica de muçulmanos e croatas, a fim de criar áreas etnicamente homogéneas.  A maioria dos documentos da liderança Chetnik enfatizava a "limpeza", o "reassentamento" ou a "mudança" de populações não-sérvias, bem como as execuções de "traidores", que se transformaram em assassinatos em massa de croatas e muçulmanos. Em pelo menos um documento, foi mencionada a destruição total de grupos étnicos, que “os muçulmanos da Bósnia, Herzegovina e Croácia deveriam ser liquidados”.  Depois da guerra, os Chetniks, como instrumento do governo jugoslavo no exílio, planearam impor uma ditadura para levar a cabo os seus objectivos. 
Em 30 de junho de 1941, Stevan Moljević, advogado e membro do Clube Cultural Sérvio, escreveu o memorando da Sérvia Homogênea, apelando à criação de uma Grande Sérvia e à sua limpeza étnica da população não-sérvia.  Dois meses depois, tornou-se membro do Comitê Nacional Chetnik. Numa carta ao ideólogo Chetnik Dragiša Vasić em dezembro de 1941, ele repetiu suas idéias e propôs "limpar a terra de todos os elementos não-sérvios".  Numa outra carta a Vasić em Fevereiro de 1942, ele observou: "então, a partir de dentro, a limpeza do país de todos os elementos não-sérvios deveria ser realizada. Os malfeitores deveriam ser punidos no local, e para os restantes o caminho deveria ser aberto: para os croatas para a Croácia e para os muçulmanos para a Turquia (ou Albânia)."  Estas tendências foram confirmadas e elaboradas em documentos posteriores. 

O historiador Mark Levin sugeriu que não há evidências de que os massacres cometidos pelos Chetniks sejam uma consequência direta dos escritos de Moljević.  O discurso de Moljević foi semelhante ao formulado pelo Comitê Chetnik de Belgrado e apresentado ao governo iugoslavo no exílio em setembro de 1941. O programa foi dividido em quatro partes.  Nos termos do artigo II, Mihajlović propôs um plano para o período pós-guerra: 

- punir todos aqueles que de forma criminosa serviram ao inimigo e que voluntariamente trabalharam para a aniquilação do povo sérvio;

- traçar as fronteiras "de facto" das terras sérvias e fazer com que nelas permaneçam apenas habitantes sérvios;

- prestar especial atenção à limpeza rápida e radical das cidades e ao seu enchimento com novos elementos sérvios;

- preparar um plano para a limpeza ou deslocação da população camponesa, a fim de atingir o objetivo de homogeneidade da comunidade estatal sérvia;

- na comunidade sérvia, para prestar atenção à questão dos muçulmanos em particular e resolvê-la nesta fase.

Com base no plano foi feito um mapa, no qual foram apresentados números específicos em relação às mudanças populacionais. Foi projetado que 2.675.000 pessoas teriam de ser expulsas das fronteiras da Grande Sérvia, incluindo 1.000.000 de croatas e 500.000 alemães. O plano também incluía a transferência populacional de sérvios localizados fora dessas fronteiras. Nenhum número específico foi fornecido para os muçulmanos. Um memorando escrito com a assinatura de Mihailović, datado de 20 de dezembro de 1941, aos comandantes recém-nomeados em Montenegro, Đorđije Lašić e Pavle Đurišić, delineou os objetivos de Chetnik: 

1. A luta pela liberdade de toda a nossa nação sob o cetro de Sua Majestade o Rei Pedro II;
2. a criação de uma Grande Iugoslávia e dentro dela de uma Grande Sérvia que será etnicamente pura e incluirá a Sérvia, Montenegro, Bósnia e Herzegovina, Sírmia, Banato e Bačka;
3. a luta pela inclusão na Iugoslávia de todos os territórios eslovenos ainda não libertados sob o domínio italiano e alemão (Trieste, Gorizia, Ístria e Caríntia), bem como da Bulgária e do norte da Albânia com Shkodër;
4. a limpeza do território estatal de todas as minorias nacionais e elementos a-nacionais;
5. a criação de fronteiras contíguas entre a Sérvia e Montenegro, bem como entre a Sérvia e a Eslovénia, eliminando a população muçulmana de Sandžak e as populações muçulmanas e croatas da Bósnia e Herzegovina.

— Diretiva de 20 de dezembro de 1941
Embora a origem do documento e a sua ligação com Mihailović sejam contestadas,  ele mostra como o objetivo básico dos Chetniks deveria ser alcançado.  Um documento de março de 1942 da Divisão Chetnik Dinara, ativa no norte da Dalmácia, seguiu de perto o memorando de dezembro de 1941. O documento apelava à criação de uma Grande Sérvia com uma população exclusivamente sérvia e à limpeza da Dalmácia, Lika, Bósnia e Herzegovina de croatas e muçulmanos. 
Numa carta de maio de 1942, Vasić saudou a escrita de Moljević como uma ideia muito interessante.  Vasić argumentou que "a questão de uma Sérvia homogénea, que terá de incluir todas as áreas em que os sérvios vivem hoje, está fora de discussão." Ele observou que os Chetniks não tinham forças para levar a cabo a limpeza étnica planeada durante a guerra e concluiu que isso deveria ser feito nos anos seguintes ao fim da guerra: "Consequentemente, se formos sábios, esta questão da limpeza ou do reassentamento e da troca das populações não será tão difícil."  O diário de Mihailović da primavera de 1942 diz: "A população muçulmana, através do seu comportamento, chegou a uma situação em que o nosso povo já não deseja tê-los no nosso meio. É necessário já preparar o seu êxodo para a Turquia ou para qualquer outro lugar fora das nossas fronteiras."  Um manual do Chetnik de dezembro de 1942 discutia a "vingança" contra os croatas no final da guerra e no seu rescaldo: "Não se deve temem que a retribuição executada desta forma não seja completa no que diz respeito ao número de executados. Se não houver mais, então há pelo menos tantos Frankovci e membros de uma certa intelectualidade quantos sérvios foram mortos." 

Uma carta de 13 de fevereiro de 1943 do comandante do Ozren Chetnik Corps, enviada ao comandante do destacamento Zenica Chetnik, referia-se às instruções de dezembro de 1941:  
Talvez esses objetivos pareçam grandes e inatingíveis para você e seus combatentes. Lembre-se das grandes batalhas pela liberdade sob a liderança de Karađorđe. A Sérvia estava cheia de turcos (muçulmanos). Em Belgrado e noutras cidades sérvias, os minaretes muçulmanos eram proeminentes e os turcos realizavam a sua limpeza fétida em frente às mesquitas, tal como estão agora a fazer na Bósnia e Herzegovina Sérvia. Naquela época, a nossa terra natal estava lotada de centenas de milhares de muçulmanos. Caminhe pela Sérvia hoje. Você não encontrará um turco (muçulmano) em lugar nenhum, você não encontrará sequer um de seus túmulos, nem mesmo uma lápide muçulmana (...) Esta é a melhor prova e a maior garantia de que teremos sucesso na batalha sagrada de hoje e que exterminaremos todos os turcos destas nossas terras sérvias. Nenhum muçulmano permanecerá entre nós (...) Os camponeses e outras “pequenas” pessoas serão transferidos para a Turquia. O nosso governo em Londres, recorrendo ao governo benevolente e aliado inglês, esforçar-se-á por obter a aprovação do governo turco no que diz respeito a isto (...) Todos os católicos que pecaram contra o nosso povo nos nossos dias trágicos, bem como todos os intelectuais e aqueles que estão bem de vida serão destruídos sem piedade. Pouparemos o povo camponês, bem como a classe trabalhadora baixa, e faremos deles verdadeiros sérvios. Nós os converteremos em ortodoxos por bem ou por mal. Aí, esses são os objetivos da nossa grande batalha e quando chegar o momento crucial, eles serão alcançados. Já os alcançamos em algumas partes da nossa pátria.

### Revoltas do verão de 1941
Em Junho de 1941, os sérvios iniciaram uma revolta no leste da Herzegovina contra o NDH, provocada por massacres em grande escala perpetrados pelos Ustashas. Mais revoltas ocorreram durante o verão em partes do NDH. Os rebeldes sérvios nestas revoltas foram, nos primeiros meses, uma mistura de comunistas e seus simpatizantes e de grupos nacionalistas sérvios.  Os líderes desses grupos, entre os quais ex-políticos, ex-oficiais do Exército Iugoslavo e padres ortodoxos, eram afiliados a organizações nacionalistas anteriores à guerra ou a subcomitês locais da Associação Chetnik. Nos primeiros meses, a maioria teve pouco ou nenhum contacto com a liderança Chetnik em Ravna Gora e agiu de forma independente.  Eles defenderam uma luta pela Grande Sérvia através do extermínio, assimilação ou expulsão de não-sérvios, e estavam prontos para concluir acordos de cooperação com a Itália.  Todos os croatas e muçulmanos foram considerados culpados pelos crimes do regime Ustashe. 
Os rebeldes capturaram grandes partes de Lika, norte da Dalmácia e sudoeste da Bósnia. As áreas sob seu controle foram etnicamente limpas de croatas e muçulmanos, e muitos massacres foram cometidos.  Em 28 de junho de 1941, a aldeia de Avtovac, no leste da Herzegovina, foi capturada pelos rebeldes. A aldeia foi então saqueada e queimada, e dezenas de civis muçulmanos foram mortos.  Durante a revolta de Drvar, em 27 de julho, 350 croatas foram mortos após a captura de Drvar pelos rebeldes. No mesmo dia, mais de 200 peregrinos croatas foram mortos no massacre de Trubar, perto de Drvar, incluindo o seu padre, Waldemar Maximilian Nestor.  Mais de 90 croatas foram mortos no massacre de Bosansko Grahovo. Os rebeldes torturaram um padre católico, Juraj Gospodnetić, e queimaram-no vivo na frente da sua mãe. Casas em Bosansko Grahovo e nas aldeias vizinhas de Obljaj, Korita, Luka, Ugarci e Crni Lug foram queimadas e mais de 250 civis croatas foram mortos nestes ataques.  Alguns dos líderes do levante Drvar mais tarde tiveram um papel importante no movimento Chetnik. 
Em 28 de julho, na aldeia de Brotnja, no município de Srb, 37 civis (incluindo 24 membros da família Ivezić ) foram massacrados e as suas casas foram saqueadas e destruídas pelos insurgentes.  Os croatas de Donji Lapac foram forçados a fugir para a aldeia de Boričevac, e de lá a maioria deles mudou-se para Kulen Vakuf, no total mais de 2.000 pessoas. Em 2 de agosto, os rebeldes saquearam e queimaram Boričevac e mataram todos os 55 civis que permaneceram na aldeia, a maioria mulheres e idosos.  O historiador croata Slavko Goldstein mencionou que os chetniks mataram até 179 civis em Boričevac durante o levante.
Os massacres no final de julho continuaram em agosto e setembro. No massacre de Krnjeuša, no início de Agosto, pelo menos 240 civis croatas foram mortos pelos rebeldes, na sua maioria mulheres, crianças e idosos, e as suas casas foram saqueadas e queimadas. O padre católico local foi torturado e queimado vivo.  70 civis croatas foram massacrados na aldeia vizinha de Vrtoče,  onde civis foram decapitados e massacrados com facas. No dia 26 de Agosto, cerca de 200 muçulmanos foram mortos na aldeia de Berkovići, na Herzegovina.  Em setembro, os rebeldes capturaram Kulen Vakuf. Cerca de 2.000 muçulmanos e um número menor de croatas foram mortos no massacre de Kulen Vakuf.  As vítimas dos massacres em Kulen Vakuf (que incluíram centenas de mulheres e crianças) foram baleadas, esfaqueadas, cortadas até à morte com machados e outras ferramentas agrícolas, ou afogadas no rio Una. Isto foi precedido por massacres de sérvios na região de Kulen Vakuf, de forma semelhante nos meses anteriores. No mesmo mês, aldeias de Ravno e Stolac, na Herzegovina, foram queimadas e saqueadas pelos rebeldes.  Em 3 de setembro, os chetniks mataram 425 muçulmanos de várias aldeias no distrito de Plana, perto de Bileća. A maioria dos corpos foi lançada na cova de Čavkarica, alguns dos quais ainda estavam vivos.
Cerca de 50 mil croatas e muçulmanos fugiram de áreas controladas pelos rebeldes.  O NDH não tinha forças para suprimir os rebeldes e concordou relutantemente com a Itália em trazer as suas tropas para a área insurgente.  A Itália aproveitou as revoltas para expandir a sua influência e adoptou uma política pró-Chetnik para desestabilizar o NDH.  Muitos grupos insurgentes evitaram conflitos com os italianos e começaram a colaborar com eles. Isto levou a uma divisão entre os rebeldes, uma vez que os comunistas se opuseram fortemente à colaboração. 
Ao saber dos levantes, Mihailović enviou seus emissários para assumir o controle de grupos ideologicamente próximos. Em meados de agosto de 1941, Mihailović enviou os comandantes Chetnik Boško Todorović e Jezdimir Dangić para o leste da Bósnia. Ele também enviou emissários para o resto da Bósnia e Herzegovina, Montenegro e Croácia. Os líderes de todos os grupos que se apresentavam como nacionalistas sérvios aceitaram pelo menos formalmente Mihailović como seu comandante supremo. 

### Administração Provisória da Bósnia Oriental
Sob o comando de Dangić, os Chetniks envolveram-se em roubos, espancamentos e assassinatos ocasionais de civis muçulmanos no leste da Bósnia durante o mês de setembro.  De acordo com o historiador Redžić, os próprios Chetniks, juntamente com alguns historiadores, rotularam os crimes e atrocidades contra muçulmanos e croatas como vingança pelo terror Ustasha e pelas atrocidades contra a população sérvia.  O historiador Tomasovich afirma que as táticas de terror contra os croatas foram, pelo menos até certo ponto, uma reação ao terror perpetrado pelos Ustaše,  enquanto o historiador Marko Attila Hoare afirma que os maiores massacres de Chetnik ocorreram no leste Bósnia, onde precederam quaisquer operações significativas da Ustashe.  Croatas e bósnios que viviam em áreas destinadas a fazer parte da Grande Sérvia deveriam ser eliminados de não-sérvios de qualquer maneira, de acordo com a diretiva de Mihailović de 20 de dezembro de 1941.  Na aldeia de Novo Selo, civis muçulmanos foram mortos e a aldeia foi queimada e saqueada.  Casas muçulmanas também foram queimadas e saqueadas após a captura de Rogatica em outubro,  muitos muçulmanos também foram mortos e expulsos da cidade.  Em janeiro de 1942, os Chetniks mataram cerca de 2.000 pessoas do distrito de Rogatica.  Em dezembro de 1941, chetniks da aldeia sérvia de Kravica – armados com armas, facas, martelos, paus e machados – massacraram 86 civis muçulmanos em Sopotnik (perto de Drinjača). Na aldeia de Zaklopača, a leste de Vlasenica, os Chetniks barricaram um grupo de muçulmanos numa escola religiosa muçulmana local, que foi então incendiada, matando oitenta e uma pessoas. 
Todorović estabeleceu contatos com os italianos e negociou a transferência do controle de partes do leste da Bósnia, os distritos de Foča, Goražde e Višegrad, para os Chetniks em novembro de 1941. Os italianos obrigaram as autoridades do NDH a retirar-se destas áreas e depois entregaram-nas aos Chetniks, que estabeleceram o seu próprio governo civil e militar denominado "Administração Provisória da Bósnia Oriental". Ao assumir o controle da área, os Chetniks se envolveram em massacres sistemáticos e saques da população muçulmana. A Administração Provisória de Chetnik promulgou medidas discriminatórias contra os muçulmanos e croatas de Foča. Empresas e lojas foram saqueadas, todas as casas tiveram de estar sempre destrancadas e todas as pessoas com idades compreendidas entre os 16 e os 60 anos tiveram de se apresentar à Administração Provisória. Os cidadãos precisavam de uma permissão especial para sair de suas casas, e aqueles com permissão eram obrigados a usar um distintivo semelhante a estrela amarela judia. Mais de 2.000 civis foram massacrados em Foča entre dezembro de 1941 e janeiro de 1942. [75] Ao mesmo tempo, os chetniks capturaram Goražde após o fim de um longo cerco, em 1º de dezembro.  Dangić fez um discurso em Goražde, fez referências a uma Grande Sérvia e concluiu que "não podemos mais ficar juntos, nós e os balije [um termo vulgar usado contra os bósnios, bem como aqueles que se identificaram como muçulmanos nos Bálcãs] ." Depois que o discurso terminou, suas forças iniciaram uma onda de saques, estupros e assassinatos. Muitas das vítimas foram assassinadas na ponte da cidade e seus corpos foram jogados no rio Drina.  Estima-se que várias centenas de civis foram mortos na cidade.  Paul Mojzes cita que 1.370 muçulmanos e croatas foram mortos em Goražde durante esses massacres, de 30 de dezembro de 1941 a 26 de janeiro de 1942.  Outros citam que até 2.050 muçulmanos e croatas, ou cerca de 20% da população da cidade., foram mortos durante este período. Vladimir Dedijer e Antun Miletić citam 5.000 homens, mulheres e crianças muçulmanos de Goražde e Foča que foram mortos entre o final de 1941 e o início de 1942, como represálias pelos assassinatos de habitantes sérvios pela milícia muçulmana Ustaše.  Os assassinatos em Goražde também culminaram com o rapto e assassinato de cinco freiras católicas de várias nacionalidades.  Entre 2.000 e 3.000 muçulmanos foram massacrados por Chetniks em Vlasenica, de dezembro de 1941 a fevereiro de 1942.  A política genocida dos Chetniks no leste da Bósnia precedeu qualquer campanha genocida significativa por parte dos Ustaše, que começou na primavera de 1942. 
Os massacres continuaram nos meses seguintes na região. Só na aldeia de Žepa, cerca de trezentos foram mortos no final de 1941. No início de janeiro, os Chetniks massacraram cinquenta e quatro muçulmanos em Čelebić e incendiaram a aldeia. No mesmo mês, os Chetniks entraram em Srebrenica e mataram cerca de mil civis muçulmanos na cidade e nas aldeias vizinhas. Outros milhares foram mortos em Višegrad.  Uma testemunha ocular dos massacres em Višegrad disse: "Durante aqueles dias, vimos como o Drina transportava seis, quatro e, mais frequentemente, duas [vítimas] que tinham sido amarradas e tiveram as gargantas cortadas. Estas foram, como já vos disse, apenas as primeiras vítimas e os refugiados dizem que há muito mais no campo, por exemplo na floresta, nos riachos, etc." 
Em 26 de janeiro, Todorović informou a Mihailović sobre o andamento das negociações com os italianos. Ele argumentou que a “questão sérvia” deveria ser resolvida pela “evacuação, erradicação e realocação forçada de um número significativo de muçulmanos e católicos”. Ele alegou que os "turcos" eram hostis aos chetniks e estavam queimando aldeias sérvias, e relatou que os seus chetniks queimaram várias aldeias "turcas" na região da Herzegovina.  Em 3 de março, um contingente de Chetniks queimou até a morte quarenta e dois aldeões muçulmanos em Drakan, na área de Višegrad. 

### Ações em outras regiões

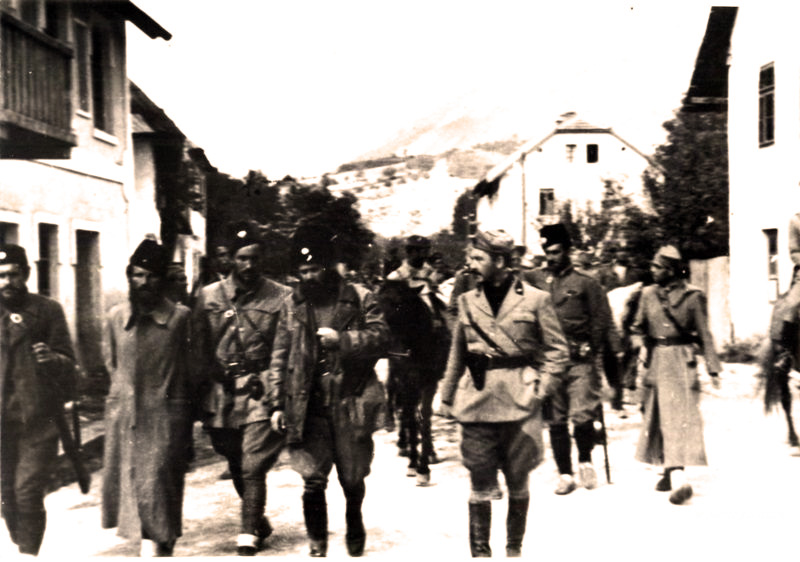
Chetniks e forças italianas em Prozor durante a Operação Alfa em 1942

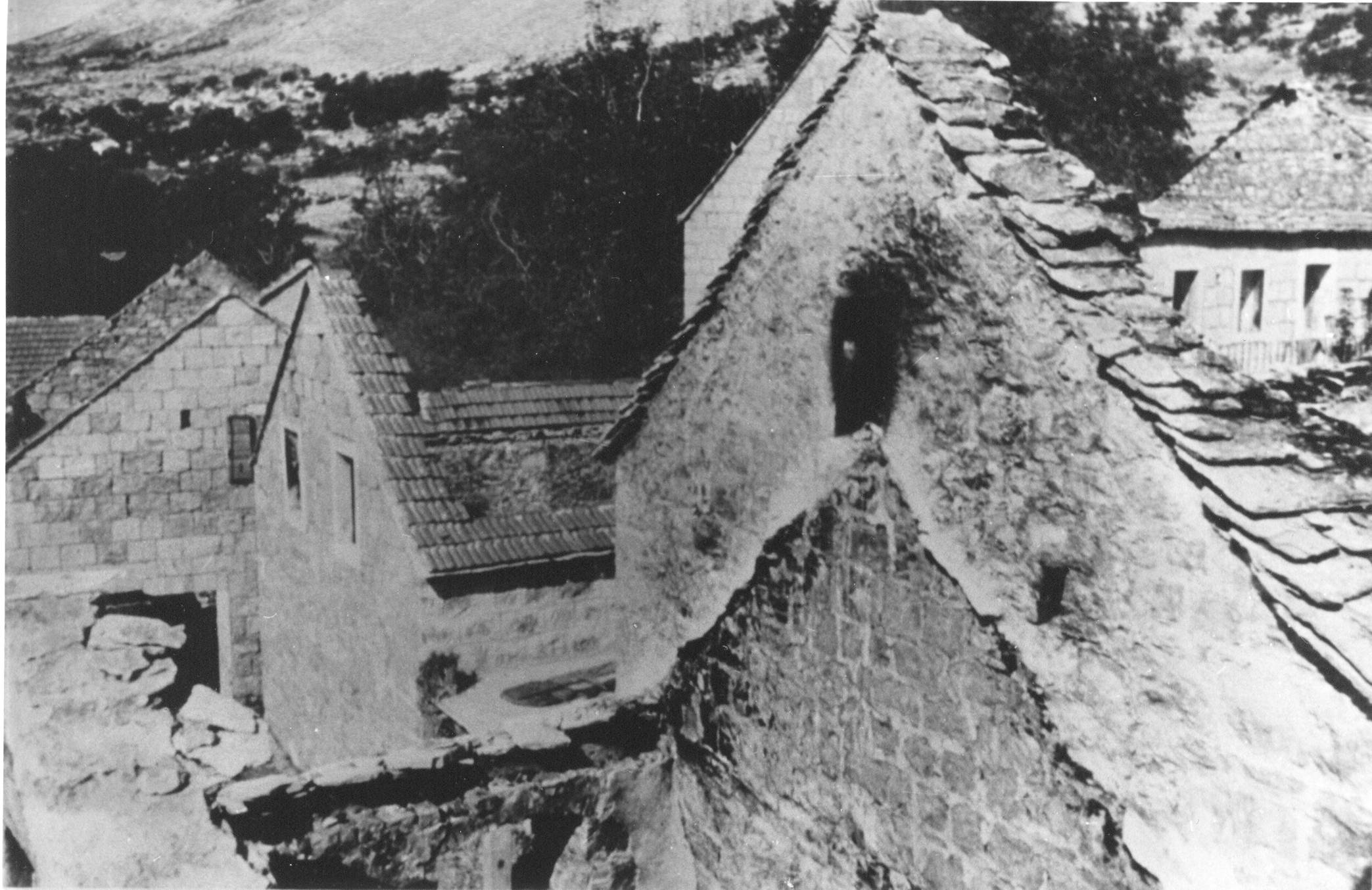
Destruição após o massacre de Gata

Unidades Chetnik independentes já estavam organizadas em Lika, oeste da Bósnia e norte da Dalmácia, quando o emissário de Mihailović chegou à área em meados de janeiro de 1942.  As unidades foram formadas após se separarem das forças insurgentes iniciais no verão e início do outono de 1941. . A colaboração com as forças italianas acelerou o seu crescimento.  Um de seus líderes era Momčilo Đujić, um padre ortodoxo sérvio, cujas forças estavam matando civis croatas já em abril. 
Em Bosansko Grahovo, sob o comando do senhor da guerra local Branko Bogunović, que operava sob o comando de Đujić e com proteção italiana, a cidade tornou-se um reduto chetnik.  Os croatas locais foram ameaçados e mortos, e Bogunović obstruiu o retorno dos refugiados que em novembro de 1941 receberam permissão italiana para voltar para a cidade.  Na mesma época, ao visitar a aldeia de Kninsko Polje, Bogunović disse: "Não há salvação para os croatas e não há necessidade de fugirem porque não podem escapar, não existe um estado croata, nem seja, e todos os croatas precisam ser massacrados."  Para reunir todas as unidades independentes nas partes ocidentais da Iugoslávia ocupada, a Divisão Dinara foi formada com Momčilo Đujić como comandante. Foi até o final da guerra a força Chetnik mais importante da região. 
Durante uma conferência de Chetniks em junho de 1942 na região de Manjača em Bosanska Krajina, o comandante local Vukašin Marčetić declarou sua esperança de que "a Bósnia seja purificada de tudo que não seja sérvio".  Em Julho, organizaram uma manifestação na cidade de Trebinje, no leste da Herzegovina, na qual se gabavam de que "a Bósnia Oriental hoje é mais nossa do que nunca. O Drina é hoje menos fronteira do que nunca. Não há mais croatas lá, exceto alguns muçulmanos infelizes nas cidades."  O comandante do Chetnik, Milan Šantić, disse em Trebinje: "As terras sérvias devem ser limpas de católicos e muçulmanos. Serão povoadas apenas por sérvios. A limpeza será feita minuciosamente. Devemos empurrar todos eles e destruí-los sem exceções e sem piedade. Esse será o ponto de partida da nossa libertação. Isso deve ser feito muito rapidamente e com fervor revolucionário." 
Mais massacres na área de Foča ocorreram em agosto de 1942.  Com a aprovação italiana, os chetniks atacaram a cidade de Foča, controlada pelos Ustashe, e a capturaram. Cerca de 3.000 civis muçulmanos foram mortos. Após o massacre, o comandante do Chetnik, Dobroslav Jevđević, emitiu uma proclamação aos muçulmanos de que eles "não têm outra escolha senão aceitar definitiva e definitivamente a nacionalidade sérvia", e acrescentou que "todas as terras em que os muçulmanos vivem tornar-se-ão indiscutível e inviolavelmente parte de a entidade estatal sérvia."  Nessa mesma área, num campo perto de Ustikolina e Jahorina, no leste da Bósnia, os Chetniks de Baćović e Zaharije Ostojić massacraram cerca de 2.500 muçulmanos e queimaram várias aldeias. Baćović também matou vários simpatizantes partidários em outros lugares. 
Sob o comando de Petar Baćović, os Chetniks participaram da Operação Italiana Albia em torno de Biokovo no final de agosto. Durante a operação, os Chetniks massacraram cerca de 160 croatas na região de Cetina.  Baćović descreveu as suas atividades durante a Operação Albia e falou abertamente dos seus esforços para exterminar ou limpar as populações croata e muçulmana, e citou exemplos de incêndios de aldeias e assassinatos de civis na área de Ljubuški e Imotski. Ele mencionou que "Nossos Chetniks mataram todos os homens com quinze anos ou mais" e que três padres católicos foram esfolados vivos no norte da Dalmácia.   Naquele mesmo mês, tanto os chetniks quanto as forças italianas destruíram e massacraram várias aldeias croatas (Dragljane, Zavojane, Vlaka e Kozice) entre Vrgorac e Split, matando 150 civis croatas; as vítimas dessas mortes tiveram suas gargantas cortadas, foram queimadas vivas ou empaladas.
Na área de Makarska, no sul da Dalmácia, em Setembro, as forças de Baćović destruíram outras 17 aldeias croatas e mataram 900 croatas. 
De Maio a Setembro, com base num acordo com as autoridades italianas, as unidades Chetnik assumiram o poder em áreas do leste da Herzegovina (com excepção das cidades). Posteriormente, centenas de croatas e muçulmanos foram mortos e milhares foram expulsos, aproximadamente 28 mil croatas e muçulmanos foram expulsos ou deslocados apenas da região de Stolac. Relatórios de Chetnik afirmaram posteriormente que nem um único croata ou muçulmano permaneceu nas áreas sob seu controle. 

### Pico do terror

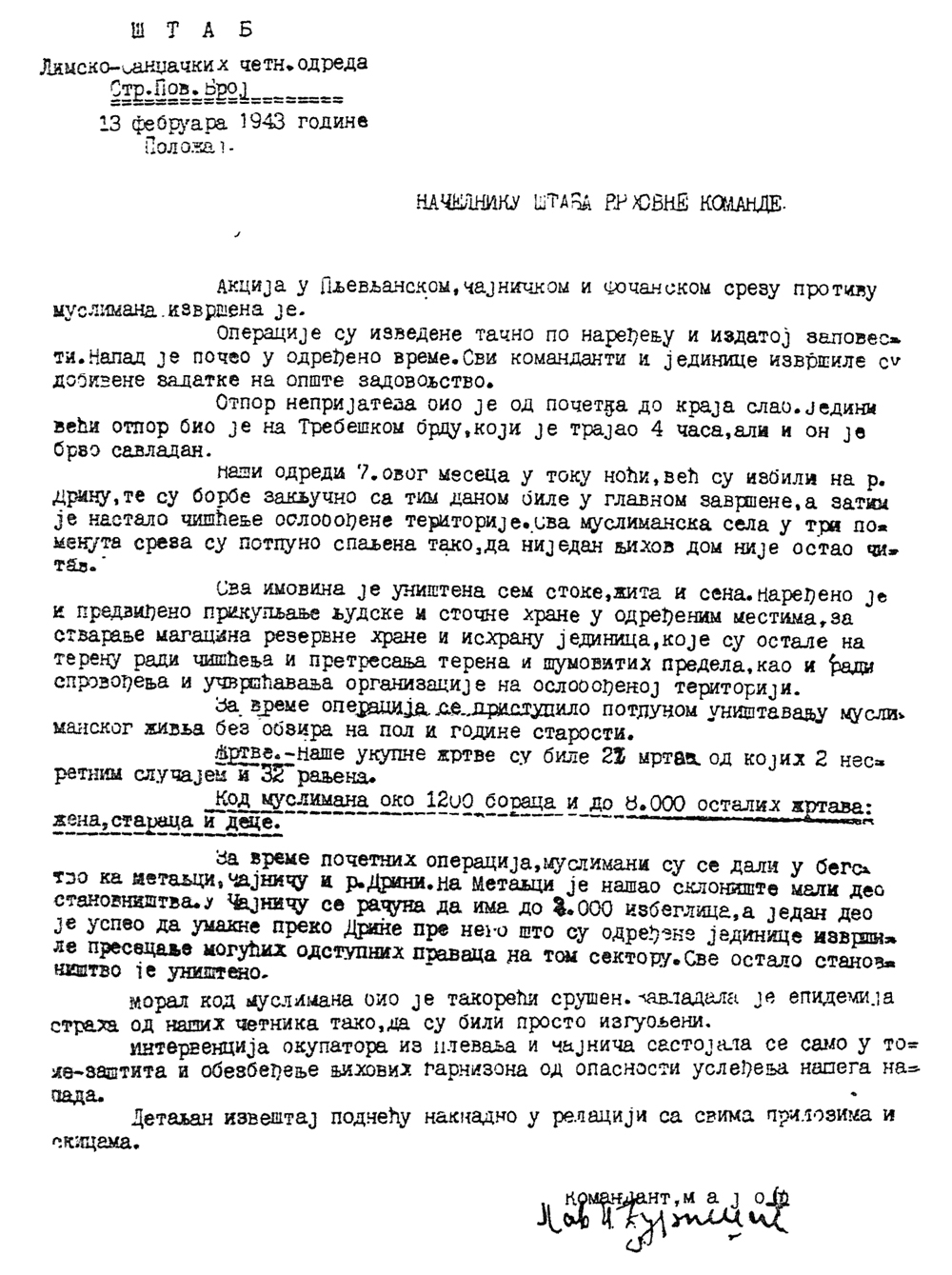
Relatório de Đurišić de 13 de fevereiro de 1943, detalhando os massacres de muçulmanos nos condados de Čajniče e Foča, no sudeste da Bósnia, e no condado de Pljevlja, em Sandžak

Em outubro de 1942, sob o comando de Petar Baćović e Dobroslav Jevđević, os Chetniks participaram da Operação Italiana Alfa contra os Partidários na área de Prozor. As forças Chetnik massacraram croatas e muçulmanos e queimaram numerosas aldeias em Prozor, antes de serem ordenados pelos italianos a deixar a área por insistência do governo do NDH. O historiador Jozo Tomasevich estima o número de mortos em mais de quinhentos.  Ivo Goldstein estima um total de 1.500 mortes e atribui a discrepância “ao facto de as estimativas se referirem a territórios diferentes”.  Os historiadores Antun Miletić e Vladimir Dedijer estimaram o número de mortos em 2.500.  Baćović relatou a Mihailović que "nas operações em Prozor, mais de 2.000 Šokci (croatas) e muçulmanos foram mortos. Os soldados voltaram encantados."   O jornal partidário Borba relatou que "cerca de 2.000 almas" foram "mortas pelos chetniks nas aldeias croatas e muçulmanas de Prozor, Konjic e Vakuf" e "nos distritos de Prozor e Konjic têm centenas de mulheres e crianças massacradas e assassinadas, bem como casas queimadas."  Outros 200 croatas e muçulmanos foram mortos na área de Mostar, pouco antes dos massacres em Prozor.  No mesmo mês, mais de 100 habitantes da aldeia de Gata, perto de Split, foram massacrados pelos Chetniks de Mane Rokvić, e muitas casas foram queimadas.   Dois dias depois, mais massacres foram realizados no interior da Dalmácia.  Em 4 e 5 de outubro. Em 1942, os Chetniks (apoiados pelas forças italianas próximas) mataram 120 civis croatas (na sua maioria idosos, mulheres e crianças) em Dugopolje e nas povoações vizinhas As vítimas destes massacres foram sadicamente torturadas e mortas; queimar pessoas vivas em edifícios que foram incendiados, arrancar os olhos, abrir crânios e cortar o coração das pessoas com facas. O comitê local do Partido Comunista da Croácia para a Dalmácia Central informou em 4 de outubro de 1942: 
[...] Os Chetniks incendiaram as aldeias, saquearam e massacraram todas as pessoas que puderam encontrar. [...] As atrocidades são difíceis de descrever. Qualquer um que não conseguisse escapar foi morto. As mulheres e meninas foram estupradas; seus seios foram cortados, assim como outras partes de seu corpo. A maioria das pessoas mortas são idosos, mas também há muitas crianças. Muitas pessoas doentes e indefesas morreram queimadas em casas em chamas. A maioria dos assassinados foi morta com facas e a maioria teve a garganta cortada. Todos os tipos de cenas; uma criança nas mãos da mãe, ambas massacradas. Em alguns locais, grandes pilhas de pessoas assassinadas, 10 a 15 corpos no mesmo local.
Ismet Popovac, o ex-prefeito de Konjic, sustentou que a população muçulmana deveria cooperar com os chetniks contra os Ustaše, como forma de se protegerem. Ele concordou com a liderança Chetnik em formar uma milícia Chetnik muçulmana. Os Chetniks no leste da Herzegovina concentraram então os seus ataques na população croata. Em novembro de 1942, Popovac relatou a Mihailović que, devido à sua cooperação na Herzegovina, "os habitantes croatas, que eram em grande parte inclinados à Ustasha, foram expulsos. Dessa forma, de Gabela a Mostar, toda a margem esquerda do Neretva foi limpa e o número de refugiados é estimado em 12.000 pessoas." 
De acordo com a ideologia da Grande Sérvia dos Chetniks,  em novembro de 1942, Ostojić foi encorajado por Mihailović a travar uma campanha de terror contra a população muçulmana que vivia ao longo das fronteiras de Montenegro e Sandžak, e posteriormente relatou que os Chetniks haviam destruído 21 aldeias e matou cerca de 1.300 pessoas. 
Não muito depois disso, a ofensiva "Marcha sobre a Bósnia" foi planejada para dezembro de 1942 como uma campanha contra os Partidários. As unidades Chetnik em Montenegro foram mobilizadas, mas a ofensiva foi adiada. Além de atacar os Partidários, a ofensiva incluiu um ataque genocida à população muçulmana.   Em janeiro e fevereiro de 1943, essas unidades receberam ordens para "ações de limpeza" contra os muçulmanos em Sandžak e no sudeste da Bósnia. O comandante do Chetnik, Pavle Đurišić, que liderou as operações, apresentou um relatório a Mihailović em janeiro de que 33 aldeias muçulmanas foram queimadas e 1.000 mulheres e crianças mortas. Em Fevereiro, Đurišić informou que cerca de 8.000 mulheres, crianças e idosos foram mortos. As baixas teriam sido maiores se uma parte da população local não tivesse fugido para Sarajevo antes da ofensiva.  Đurišić enfatizou que "durante a operação a destruição total dos habitantes muçulmanos foi realizada independentemente do sexo e da idade". Nos distritos de Pljevlja, Čajniče e Foča, "todas as aldeias muçulmanas [...] foram totalmente queimadas, de modo que nem uma única casa permaneceu inteira". Ele observou que deveriam ser tomadas medidas para impedir o regresso dos refugiados. De 4 a 7 de fevereiro, 576 civis muçulmanos (443 dos quais eram menores) foram massacrados em Bukovica, perto de Pljevlja.  Em março, 500 civis muçulmanos foram mortos na área de Goražde.  O curso das ações de limpeza no início de 1943 indica que foram uma implementação parcial da diretiva de dezembro de 1941.  Mihailović listou a ação Chetnik em Sandžak como um de seus sucessos, observando que eles "liquidaram todos os muçulmanos nas aldeias, exceto aqueles nas pequenas cidades".  Na região de Foča, os Chetniks envolveram-se na conversão forçada de muçulmanos à Ortodoxia.  Estima-se que 10.000 pessoas foram mortas nas operações anti-muçulmanas comandadas por Đurišić entre janeiro e fevereiro de 1943. A taxa de baixas teria sido mais elevada se muitos muçulmanos já não tivessem fugido da área — a maioria para Sarajevo — quando a acção de Fevereiro começou.  O historiador bósnio, Šemso Tucaković, estima que até 20.000 muçulmanos podem ter sido mortos na área de Podrinje durante os massacres de 1943. 
A derrota partidária dos Chetniks durante a Batalha de Neretva, que derrotou as forças Chetnik dos rios Neretva e Drina, encerrou em grande parte este ataque genocida em março de 1943. De acordo com dados verificados pelos alemães do território dentro da sua zona, em seis distritos do leste da Bósnia e quatro distritos da Bósnia central, 8.400 croatas e 24.400 muçulmanos foram mortos pelas forças Chetnik, perfazendo um total de 32.800 pessoas. 
Em algumas áreas da Bósnia e Herzegovina, a política Chetnik em relação aos muçulmanos variou entre a hostilidade aberta e as tentativas de melhorar as relações, à semelhança da política das autoridades do NDH em relação aos sérvios. Estes apelos tiveram um sucesso limitado, uma vez que foram frequentemente seguidos de mais massacres.  Đurišić ameaçou os muçulmanos Sandžak dizendo que "é a última oportunidade" para eles pensarem sobre o seu destino e passarem imediatamente para os Chetniks, "porque depois será tarde demais".  Zaharije Ostojić relatou a Mihailović em janeiro de 1943 que a "questão muçulmana" deveria ser resolvida de forma diferente, dependendo da situação em uma determinada região. Para os muçulmanos Sandžak, ele defendia que deveriam ser massacrados antes que pudessem matá-los. Ostojić trabalhou com Popovac no alistamento de muçulmanos nas fileiras de Chetnik em outras regiões. Disse que, independentemente destas tentativas, está a trabalhar "num plano detalhado para a erradicação dos turcos no distrito de Čajniče". Esta operação deve levar quatro dias." 
As forças de Đujić e Baćović estavam ativas no interior da Dalmácia em janeiro de 1943. 33 pessoas foram executadas no distrito de Imotski e 103 na área de Vrlika e arredores.  Entre 60 e 80 croatas foram mortos na aldeia de Maovice em 26 de janeiro de 1943; as vítimas foram em sua maioria massacradas com facas ou jogadas vivas em prédios em chamas. Em 25 de março de 1943, as unidades Chetnik da Divisão Dinara receberam ordens de começar a "limpar a área de croatas e muçulmanos" e de criar "um corredor nacional ao longo da montanha Dinara para a conexão da Herzegovina com o norte da Dalmácia e Lika". 
Em abril de 1943, os Chetniks de Đujić estabeleceram uma prisão e local de execução na aldeia de Kosovo (hoje Biskupija), perto de Knin. Milhares de civis locais (croatas e até antifascistas sérvios), incluindo mulheres e crianças, bem como guerrilheiros capturados, foram detidos e maltratados nesta prisão, enquanto centenas de prisioneiros (até mais de 1.000) foram torturados e morto num local de execução perto de uma ravina perto do campo.

### Estágio posterior da guerra
As derrotas militares sofridas nas mãos dos guerrilheiros em março e abril de 1943, as duras medidas alemãs e a perda de influência no governo no exílio tiveram um sério impacto nas atividades de Chetnik.  Para reverter a situação, os Chetniks tentaram apelar aos não-sérvios e alistá-los em suas fileiras. A propaganda do Chetnik falava de "amor fraternal e cooperação" entre muçulmanos, croatas e sérvios.  Moljević falou em "unidade com os muçulmanos e croatas", mas essas ações tiveram pouco efeito.  Após a capitulação da Itália, os alemães optaram por uma cooperação mais direta com os Chetniks. 
As táticas terroristas Chetnik não pararam na primavera de 1943.  Dois Corpos Chetnik conduziram uma ofensiva no leste da Bósnia contra as forças do NDH em outubro de 1943. Dois mil civis muçulmanos foram massacrados após a captura da cidade de Višegrad. Cerca de uma semana depois, os Chetniks capturaram a cidade de Rogatica. A maior parte de sua população fugiu mais cedo. Os poucos civis restantes foram mortos e grande parte da cidade foi queimada. A ofensiva resultou na fuga de um grande número de refugiados para Sarajevo.  As autoridades do NDH estimaram que havia 100.000 refugiados do leste da Bósnia.  Em 10 de julho de 1943, Đujić Chetniks e membros da "Divisão de Bérgamo" italiana massacraram mais de 112 civis croatas e capturaram guerrilheiros na vila de Lovreć e arredores. 24 das vítimas civis foram queimadas vivas numa única casa.
Cerca de cinquenta muçulmanos foram massacrados em Goražde em maio de 1944. Duas mesquitas foram incendiadas. Em junho, numa reunião de chetniks em Trnovo, a possibilidade de um desembarque aliado na costa do Adriático ainda era lembrada. Concluiu-se que, uma vez que isso aconteça, “todo sérvio deve, com uma arma na mão, participar na limpeza de tudo o que não é sérvio”. 
Em Fevereiro, 27 croatas foram mortos em aldeias ao redor de Šibenik, na Dalmácia. Mais nove foram mortos em Abril, a norte de Šibenik, e mais 27 na área de Skradin, em Novembro.  A Divisão Dinara estava em dezembro de 1944 recuando para a Eslovênia através do litoral croata. No caminho, saquearam aldeias, mataram 33 civis e incendiaram a aldeia de Bribir. 
Na fase final da guerra, muitos Chetniks juntaram-se às fileiras dos Partidários,  o que não impediu os crimes de guerra, agora como parte da luta Partidária.  Particularmente na região da Herzegovina em 1945, uma proporção significativa das unidades partidárias locais eram antigos chetniks. 
As figuras religiosas eram frequentemente os principais alvos das atrocidades de Chetnik; 67 imãs e 52 padres católicos foram mortos pelos chetniks durante a guerra.  Várias freiras católicas também foram estupradas e mortas,  incluindo o assassinato de várias freiras de Goražde em dezembro de 1941. Membros da intelectualidade cultural croata e muçulmana também foram mortos, como o ensaísta e autor croata, Ivo Brnčić, morto perto de Vlasenica em maio de 1943 e o famoso poeta e autor croata, Ivan Goran Kovačić, que foi morto perto de Foča em julho de 1943. Um dos poemas póstumos mais famosos de Kovačić foi "Jama" ("O Poço"), que condenou as atrocidades de Ustaše contra os sérvios.

## Crimes contra Partisans

### Prisioneiros de guerra
Durante a revolta de novembro de 1941 na Sérvia, os guerrilheiros iugoslavos capturados foram entregues aos nazistas. A equipe do general Dragoljub (Draža) Mihailović rendeu 350 guerrilheiros capturados aos nazistas, que os executaram. Durante o conflito Chetnik-Partidário no oeste da Sérvia, os Chetniks capturaram mais de cem Partidários. Um grupo de aproximadamente 500 prisioneiros, incluindo guerrilheiros capturados nas cidades de Gornji Milanovac, Kosjerić, Karan e Planinica, foram capturados pelos Chetniks na cordilheira Ravna Gora.
Por volta de 13 de novembro de 1941, os Chetniks levaram um grupo de 365 prisioneiros para a cidade de Mionica e depois para a aldeia de Slovac. Foram trazidos pelas forças colaboracionistas nazistas e sérvias para a cidade de Valjevo. O comboio foi assegurado pelo líder do Chetnik, Jovan Škavović Škava. O encontro entre Mihailović e os nazistas na aldeia de Divci precedeu a rendição dos guerrilheiros. Desse grupo de prisioneiros, 263 foram executados pelos nazistas em Krušik, Valjevo, em 27 de novembro de 1941. Outros foram posteriormente executados, deportados para campos de concentração ou libertados.

Os guerrilheiros eram executados regularmente: "Capturaram 25 guerrilheiros e mataram 24 no local" (Miloš Erkić, comandante da Brigada Tuzla do 58º Corpo de Maio, aos comandantes das brigadas Sember e May em 24 de dezembro de 1943). Telegrama nº. 12.425 (nº 486) de 14 de dezembro de 1943, de "He He" (Major Radoslav Đurić, comandante do Segundo Corpo de Kosovo) relatou: "Quebramos o tenente traidor Radulović e seu grupo. Os combates foram conduzidos pela Segunda Brigada Estudantil na aldeia de Gumništa, onde 21 guerrilheiros e nove cativos foram mortos.
De acordo com os testemunhos cativos, a Segunda Divisão Proletária do corpo de Peko Dapčević, que tem três divisões, esteve aqui. Esta divisão consistia na Segunda Divisão Dálmata e na Segunda Divisão Proletária com cerca de 800 pessoas cada, e na Brigada Florestal com 400 (um total de 2.000). Eles tinham muitos lançadores e armamento automático, mas pouca munição. Oito dos ingleses de Keserović com o coronel Seitz e uma estação de rádio juntaram-se a eles em Negbina. A última porção deles está em Negbina e a maioria em Klek. Muitos dos feridos morreram no caminho. Capturamos 16 e massacramos sem corte marcial.

— Telegrama nº. 1011 por Bi-Bi (Major Radomir Cvetić, comandante do Javor Corps). Nº 47, 21 de janeiro de 1944.
As instalações de Bralenovice, perto de Danilovgrad, que abrigavam um orfanato antes da Segunda Guerra Mundial, foram usadas como campo de concentração para guerrilheiros e civis. As maiores prisões ocorreram em abril e maio de 1942. Como Jakov N. Jovović escreveu na carta número 8 a Bajo Stanišić em 30 de maio de 1942, "489 pessoas, de um ano a idosos" foram presas no campo. O número de prisioneiros foi estimado em 610 em agosto de 1942, e variou entre 700 e 1.000 em determinados períodos. Estima-se que Stanišić matou 426 guerrilheiros entre abril de 1942 e setembro de 1943. Os chetniks receberam recompensas em dinheiro dos nazistas pela captura e execução de guerrilheiros montenegrinos.

### Pessoal médico e pacientes
Em 31 de outubro de 1941, os Chetniks atacaram o hospital do Destacamento Partidário de Pomoravlje, perto da aldeia de Ursule. Este ataque fez parte do ataque geral de unidades colaboracionistas nazistas e sérvias ao território partidário livre de Levač. Cerca de dez enfermeiras e combatentes da Unidade Levača do Destacamento Partidário Pomoravlje foram capturados. Todos os prisioneiros foram levados para Rekovac, redirecionados para Riljac e Ljubostinje e mortos, enviados para campos de concentração ou fugiram.
Os chetniks atacaram o hospital partidário na aldeia de Gornja Gorevnica, capturaram onze partidários e mataram uma enfermeira entre 4 e 5 de novembro de 1941. Os prisioneiros foram levados para Brajići, onde foram condenados à morte por corte marcial; a sentença foi executada em 5 de novembro em Brajići.
Os Chetniks massacraram dezenas de guerrilheiros capturados, incluindo o renomado poeta croata Ivan Goran Kovačić, durante a Operação Schwarz em junho de 1943. A 1ª Divisão de Montanha relatou: "Capturados 498, dos quais 411 foram executados." Em Cikot (leste da Bósnia), em meados de Julho, os Chetniks encontraram 80 guerrilheiros feridos da Primeira Divisão Proletária, apreenderam as suas armas e entregaram-nas aos nazis. Os nazistas os mataram e queimaram seus corpos.
Naquele mês, os Chetniks encontraram guerrilheiros feridos da Primeira e Segunda Brigadas Proletárias em Bišina e os entregaram aos nazistas; os guerrilheiros feridos foram posteriormente executados. Chetnik Dragutin Keserović encontrou um hospital partidário em Jastrebac em maio de 1944, atirando em 24 pacientes e quatro enfermeiras. Os Chetniks descobriram outro hospital partidário em Semberija naquele mês, matando cerca de 300 pacientes gravemente feridos. Em Krčan, a sudeste de Udbina, cerca de 90 guerrilheiros gravemente feridos estavam escondidos em 16 casas. Eles inicialmente se esconderam nos porões com quinze enfermeiras por dez dias após a Operação Morgenstern, uma ofensiva conjunta antipartidária da Wehrmacht, forças do NDH e Chetniks em Lika. A região realizou-se de 7 a 23 de maio de 1944. Enfermeiras, em sua maioria membros da Liga da Juventude Comunista da Iugoslávia das aldeias vizinhas, carregaram os feridos dos porões para Krčan. Um grupo de guerrilheiros guardou Trnova Poljana, protegendo o acesso a Krčan, Kuke e Visuć de Lapac. Jovo Popović sabia dos postos partidários e trouxe os chetniks para a aldeia por um caminho indireto. Eles entraram em Krčan em 2 de junho de 1944 às 10h e mataram 36 guerrilheiros feridos; mulheres e velhos esconderam 56 outros guerrilheiros feridos. Dois médicos, um croata Josip Kajfeš e um italiano chamado Suppa, foram mortos e o Dr. Finderle ficou ferido.
Aleksa Backović, Comissário da 8ª Divisão Kordun, foi assassinado na casa de Obrad Radočaj por Popović. Mais tarde foi elogiado por Momčilo Đujić, e recebeu a Estrela de Obilić.

### Apoiadores dos partisans

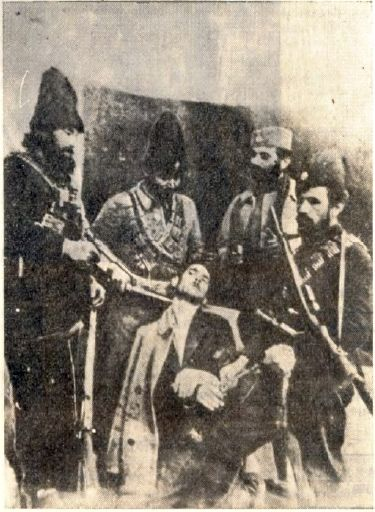
Outro grupo matando um civil desarmado

Os chetniks aterrorizaram civis de todas as etnias suspeitas de colaboração com os guerrilheiros, intimidando outros para desencorajar o apoio partidário. A família de um suspeito foi frequentemente torturada por colaborar com os guerrilheiros.

No verão de 1942, os chetniks montenegrinos, sob o comando de Blažo Đukanović, Bajo Stanišić e Pavle Đurišić (com a aprovação de Mihailović), cooperaram plenamente com as forças italianas durante o período de terror antipartidário e represálias contra supostos colaboradores, através de grandes áreas ocupadas do Montenegro. Como os comandantes italianos estavam ansiosos por reduzir o envolvimento das suas próprias forças, os Chetniks locais receberam autoridade para criar o que era essencialmente uma ocupação paralela e uma força policial para supervisionar áreas do protectorado, independente do controlo italiano. Para este fim, as forças Chetnik iniciaram uma política de "punir" qualquer colaboração civil com as forças partidárias. Os chetniks criaram campos de detenção para deter supostos apoiadores dos guerrilheiros e, em junho, Stanišić deu ordens para atirar em qualquer camponês considerado culpado de fornecer alimentos aos guerrilheiros. Em Nikšić, os guerrilheiros capturados e os seus simpatizantes foram entregues aos italianos, onde foram imediatamente executados. 
Ordenei a destruição de famílias inteiras, o incêndio de casas e aldeias inteiras onde os Partidários encontram as suas fortalezas porque alguns degenerados sérvios ajudam a escória do proletariado em algumas aldeias. Isto é o que eu ordenei porque perdemos os nossos melhores nacionalistas devido aos nossos próprios degenerados.

— Telegrama nº. 13.007 de Georgij (Tenente Coronel Milutin Radojević, delegado de Mihailović para a área de Jablanica e Toplice) No. SS 58, 28 de dezembro de 1943
No final de dezembro de 1943, Draža Mihailović ordenou uma operação anticomunista ao sul de Belgrado. O coronel Jevrem Simić (inspetor geral dos Destacamentos Chetnik) e Nikola Kalabić (comandante do Corpo de Guardas da Colina Chetnik) foram os principais coordenadores. Depois de assinarem um acordo de cessar-fogo e cooperação com os nazistas na região, em 26 de novembro de 1943, os chetniks trouxeram suas unidades e começaram a limpar a área.
Todas as áreas próximas de Belgrado estão infestadas de comunistas e dos seus apoiantes. Ordeno aos comandantes Major Mihail Jovanović, Capitão Lazović, Capitão Nikola Kalabić, Komarčević e ao Corpo de Mineração que sejam mais enérgicos de sul a norte (...) na limpeza de todos srezs, especialmente Kosmaj. É especialmente importante eliminar os “srezs” de Grocka e Umka. Ao mesmo tempo, parabenizo os capitães Živojin Lazović e Nikola Kalabić. O decreto foi cumprido no dia 1º de dezembro e haverá novas promoções pelas conquistas. Informar continuamente outras pessoas sobre as ações tomadas.

— Telegrama de Mihailović aos comandantes de Seged, Kiš (Živojin Lazović, comandante do Corpo de Smederevo), Ras-Ras (Nikola Kalabić), Dog-Dog e Romel)
A operação de Mihailović durou de 20 a 21 de dezembro de 1943. Membros do Corpo de exército Smederevo sob o comando de Živan Lazović mataram 72 civis, nove dos quais eram crianças de nove meses a 12 anos de idade. Isso ficou conhecido como Massacre de Vranić. Após a operação, Mihailović relatou: "Terrível inatividade dos anciãos do Aval Corps. Živan Lazović deve vir para mostrar o que pode ser feito."
Em janeiro de 1943, sob o comando de Komarčević, os Chetniks mataram 72 apoiadores partidários em Posavina Srez. Em dezembro, o comandante do Chetnik, Živan Lazović, matou 15 camponeses partidários. Naquele mês, os Chetniks sob o comando de Nikola Kalabić mataram 21 camponeses em Kopljare e, sob o comando de Vuk Kalaitović, atiraram em 18 partidários partidários na cidade de Sjenica. Os chetniks sob o comando de Sveto Bogičević entraram em Sepci, onde capturaram Sava Sremečević, Konstantin Vojinović, Ilija Radojević e Ilija Jovanović, em agosto de 1944. Depois de torturá-los na tentativa de extrair uma confissão de colaboração com os guerrilheiros, eles mataram os quatro.

## Crimes contra judeus
De acordo com Yad Vashem, os Chetniks inicialmente tiveram uma atitude ambivalente em relação aos judeus e, dado o seu estatuto no início da guerra como um movimento de resistência contra a ocupação nazi, vários judeus serviram entre as fileiras Chetnik. À medida que os partisans iugoslavos cresciam em número e poder, os chetniks anticomunistas tornaram-se cada vez mais colaboracionistas e os chetniks judeus mudaram para as fileiras partidárias. Posteriormente, após o primeiro semestre de 1942, a propaganda Chetnik com temas chauvinistas e anti-semitas tornou-se uma constante. Em vários lugares da Sérvia, desde meados de 1942, várias centenas de judeus estavam escondidos, a maioria mulheres e crianças. De acordo com os testemunhos dos judeus sobreviventes, os Chetniks de Draža Mihailović perseguiram os judeus naquela área e participaram na sua matança. Em muitas ocasiões, os Chetniks também os entregaram aos alemães.

## Número de vítimas
Vladimir Geiger, do Instituto Croata de História em Zagreb, observa que a investigação sobre as perdas humanas na Croácia e na Jugoslávia durante a Segunda Guerra Mundial (e nos anos do pós-guerra imediato) é uma tarefa controversa e continua a ser um tema político sensível.  As estimativas sobre as perdas humanas causadas pelos Chetniks variam muito. 
O demógrafo croata Vladimir Žerjavić estimou inicialmente o número de muçulmanos e croatas mortos pelos chetniks na Croácia e na Bósnia e Herzegovina em 65.000 (33.000 muçulmanos e 32.000 croatas; tanto combatentes como civis).  A historiadora Sabrina P. Ramet também citou esse número e escreveu que os Chetniks destruíram completamente 300 aldeias e pequenas cidades e um grande número de mesquitas e igrejas católicas.  Em outro artigo de 1994, Žerjavić estimou o número de mortes em 68.000, das quais 41.000 eram civis e "vítimas de terror direto".  Em um artigo de 1995, sem contar as mortes de guerrilheiros, Žerjavić estimou 47.000 "vítimas dos chetniks" (29.000 muçulmanos e 18.000 croatas). 
Em 1993, utilizando principalmente a identificação por nomes individuais, os investigadores Mihajlo Sobolevski, Zdravko Dizdar, Igor Graovac e Slobodan Žarić estimaram que os Chetniks foram responsáveis pela morte de 3.500 pessoas no território da Croácia, embora este número seja baseado em pesquisas incompletas.  Isto diferia da estimativa inicial de Žerjavić de 20.000 para o território da Croácia. Mais tarde, Dizdar aceitou o total de 65.000 pontos de Žerjavić para a Croácia e a Bósnia e Herzegovina. Em 2012, sem fornecer uma referência a uma lista de vítimas ou uma verificação dos dados, Dizdar disse que havia "mais de 50.000" vítimas croatas e muçulmanas documentadas, pesquisadas e registadas dos Chetniks.  O historiador Enver Redžić escreveu sobre "dezenas de milhares de vidas muçulmanas" perdidas nos massacres de Chetnik.  O historiador Šemso Tucaković estima em seu livro "Crimes Against Bosnian Muslims 1941–1945" que cerca de 100.000 muçulmanos foram mortos pelos Chetniks. 
Živko Topalović, que era um colaborador próximo de Mihailović e presidente do Congresso Ba de 1944, afirmou que os Chetniks mataram até 40.000 muçulmanos da Bósnia, Herzegovina e Sandžak somente em janeiro de 1944. 
A investigação dos crimes de Chetnik na Sérvia nunca foi sistemática e foi conduzida principalmente a nível regional por historiadores e investigadores locais.  Para o território de Sandžak na Sérvia e Montenegro, o pesquisador Safet Hadžibegović publicou uma lista de vítimas de 3.708 muçulmanos do distrito de Priboj que foram mortos pelos Chetniks, principalmente no início de fevereiro de 1943.  Uma pesquisa anterior mostrou que 1.058 dessas vítimas tinham menos de 15 anos  No distrito de Pljevlja, 1.380 vítimas do massacre de Chetnik em fevereiro de 1943 foram registradas em 1969.  De acordo com a "Comissão Estadual para a Determinação de Crimes Cometidos pelos Ocupantes e seus apoiadores", os Chetniks foram responsáveis pela morte de 8.874 cidadãos sérvios fora dos combates e pelo incêndio de 6.828 edifícios. Posteriormente, as listas de vítimas publicadas indicam um maior número de vítimas mortais. 
Em seu livro Estatísticas de Democídio: Genocídio e Assassinato em Massa desde 1900, Rudolph Rummel fornece uma estimativa baixa para o "democídio Chetnik" de 50.000, uma estimativa alta de 500.000 e um valor médio de 100.000 muçulmanos, croatas, albaneses mortos e Prisioneiros de guerra durante a guerra.  O historiador Tomislav Dulić, numa análise crítica das estimativas de Rummel para a Iugoslávia, disse que elas contrastam com a pesquisa demográfica iugoslava e são muito altas.

## Julgamentos

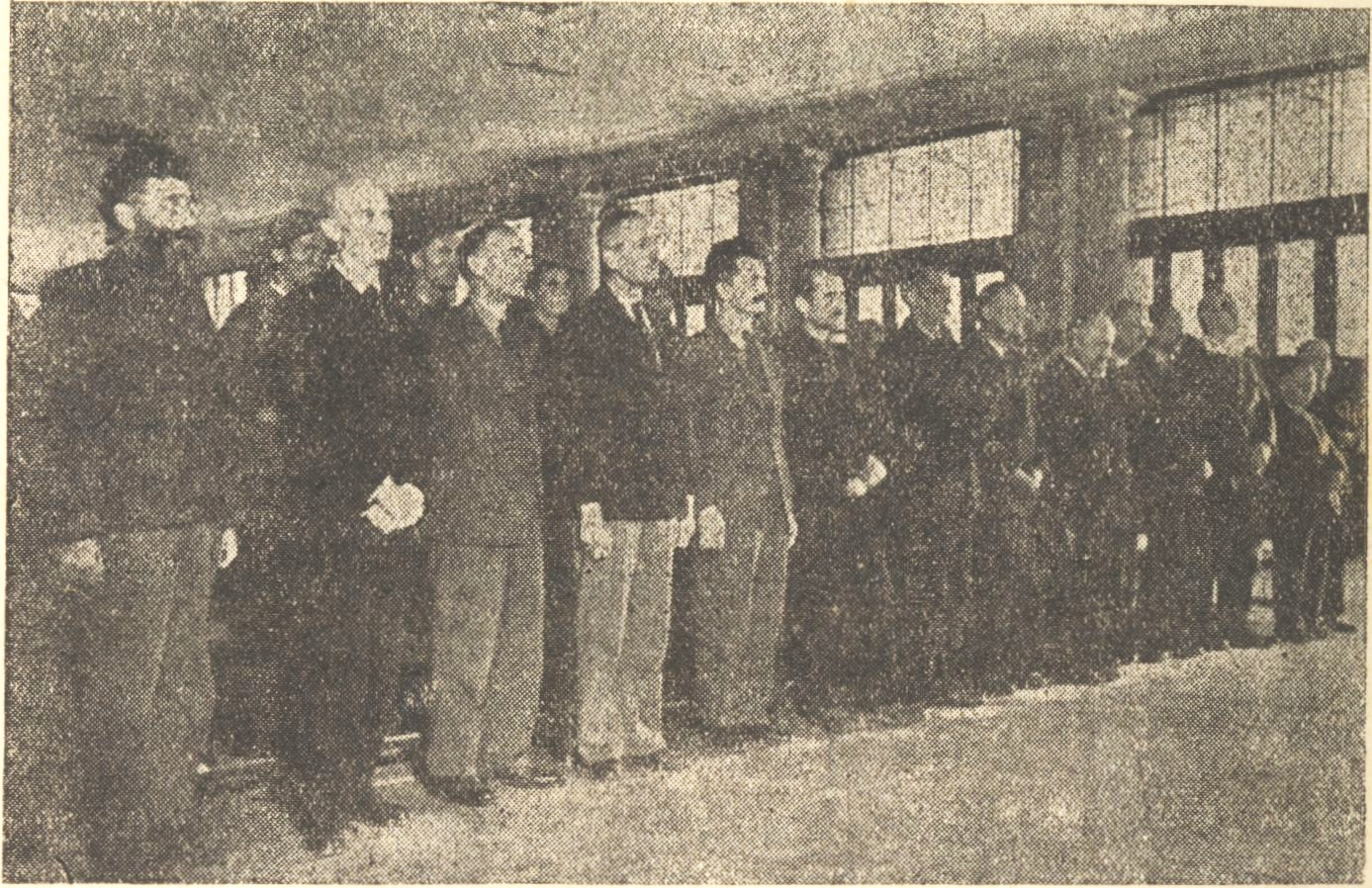
Leitura do veredicto no Julgamento de Mihailović e outros

Muito poucos líderes Chetnik foram levados a julgamento após a guerra. A participação dos Chetniks após a guerra no Partido Comunista e no novo governo permitiu a sobrevivência do movimento e a sua institucionalização. 
No início de agosto de 1945, o primeiro julgamento público do pós-guerra (antes da corte marcial) foi realizado em Belgrado de Vojislav Lukačević e outros. O promotor público Miloš Minić acusou Lukačević de um massacre em Foča como comandante de unidades Chetnik na Bósnia, de participação no extermínio da população muçulmana, de colaboração com os nazistas e Milan Nedić, e de crimes contra partidários iugoslavos. Lukačević, considerado culpado e condenado à morte, foi executado em Belgrado no final de agosto de 1945. 
O líder do Chetnik, Dragoljub Mihailović, foi capturado em 13 de março de 1946 por agentes da Agência de Segurança Iugoslava (OZNA) e indiciado por 47 acusações. Ele foi condenado por oito crimes, incluindo crimes de guerra e alta traição. Mihailović, condenado à morte em 15 de julho, foi executado com outros nove comandantes Chetnik em Lisičji Potok na madrugada de 18 de julho de 1946.

## Historiografia
A professora Edina Bećirević escreve que "os crimes cometidos pelos chetniks contra a população muçulmana e croata foram relativamente envoltos em silêncio" e que pesquisas sérias sobre o genocídio dos muçulmanos durante a Segunda Guerra Mundial começaram na década de 1990. O raciocínio por trás do silêncio foi duplo, pois ela explica que Josip Broz Tito buscava uma política de fraternidade e unidade que exigia o consentimento dos historiadores da região. Além disso, Bećirević cita o trabalho do historiador Max Bergholz que, através da sua investigação, descobriu que muitos dos antigos chetniks que participaram nos massacres de muçulmanos foram posteriormente absorvidos pelo movimento partidário e, portanto, não foram perseguidos após o fim da guerra.
O historiador Samuel Totten observa que alguns historiadores argumentam que os Chetniks cometeram genocídio contra os muçulmanos bósnios.
O historiador Jozo Tomasevich escreveu que a "prática generalizada de genocídio" foi a razão para o elevado número de vítimas da Segunda Guerra Mundial na Iugoslávia: "As vítimas mais numerosas foram os sérvios que morreram nas mãos dos Ustashas e croatas e os muçulmanos que morreram nas mãos dos Chetniks." Acrescentou que as forças da Itália fascista foram cúmplices destes crimes.  Redžić observou que "a campanha Chetnik contra os croatas e muçulmanos" foi "conduzida na forma de limpeza étnica e genocídio, para formar um território etnicamente homogêneo para o estado sérvio expansionista".  Os historiadores Matjaž Klemenčič e Mitja Žagar escreveram que os Chetniks "realizaram suas políticas de “limpeza étnica” e genocídio de base étnica contra a população civil no território sob seu controle",  e "também queriam exterminar seus oponentes políticos que eram da mesma etnia." 
Segundo o historiador Marko Attila Hoare, “os chetniks prosseguiram o seu genocídio contra os muçulmanos e croatas sob a égide italiana”.  O "genocídio de Chetnik" na Bósnia e Herzegovina "foi o resultado final da longa luta dos camponeses-radicais sérvios da Bósnia contra os proprietários de terras muçulmanos, bem como da competição dos políticos nacionalistas sérvios da Bósnia com o JMO pelo controle de Bósnia-Herzegovina no período entre guerras."  Revendo o livro de Hoare “Genocídio e Resistência na Bósnia de Hitler: Os Partidários e os Chetniks, 1941-1943 ”, Jonathan Gumz e Heather Williams observaram que Hoare observou a fraca estrutura organizacional dos Chetniks, e que eles estavam um tanto divididos, sem um uma liderança forte e centralizada, capaz de levar a cabo o seu próprio genocídio.  
Tentando responder à questão de saber se os Chetniks cometeram genocídio, o historiador e estudioso do genocídio Paul Mojzes afirmou que havia a intenção de retirar a população muçulmana de alguns territórios, mas que o curso da guerra foi complexo e que eles não tinham forças armadas. apoio e ordens do governo real iugoslavo.  Ele também acrescentou que é claro que os Chetniks eram culpados de crimes contra a humanidade, massacres e limpeza étnica.  Michele Frucht Levy explicou que os Chetniks, sem um aparato estatal, uma liderança territorialmente unida e uma rede de propaganda mediática, realizaram limpeza étnica e massacres, em vez de genocídio. 
David Bruce MacDonald contestou a caracterização dos crimes na Iugoslávia ocupada, conduzidos pelos Chetniks ou pelos Ustashas, como constituindo genocídio. Sob o título "Já houve genocídio na Sérvia ou na Croácia?", ele argumenta que "o genocídio (de sérvios ou croatas) na Iugoslávia ocupada e dividida durante a Segunda Guerra Mundial é muito difícil de provar".  MacDonald também afirma que seria "altamente enganoso" sugerir que os chetniks colaboraram com os alemães e italianos para levar a cabo o genocídio de croatas e muçulmanos.  No entanto, ele escreveu mais tarde que não havia nenhuma evidência concreta de que os Chetniks pretendiam exterminar a população croata, ao contrário dos Ustashas, cujos crimes se enquadram principalmente na definição de genocídio. 
O historiador Tomislav Dulić comparou as atrocidades perpetradas pelos Chetniks e pelos Ustashas. Ele observou que “os processos de destruição assumiram diferentes formas devido ao fato de os Ustashas terem à sua disposição a capacidade infraestrutural de um Estado, enquanto os Chetniks eram uma organização guerrilheira”. (. . . ) "Os Chetniks tentaram ser tão organizados quanto puderam e procuraram realizar uma 'utopia nacional' moderna. O problema era que eles simplesmente não dispunham da capacidade militar e de infraestrutura para organizar e manter um processo de destruição coerente em toda a Iugoslávia durante um período prolongado de tempo."  Paul Mojzes escreveu que a equiparação dos crimes de Chetniks e Ustaše “não significa resistir a um escrutínio crítico”. 
Por outro lado, o historiador Mark Levene também comparando os dois movimentos observou: "o que torna a violência genocida de Chetnik tão convincente é que foi alcançada com ainda menos coordenação do que a Ustasha poderia reunir, quase como se os seus comandantes soubessem o que se esperava deles. " 
O estudioso Jovan Byford defende a opinião de que a violência Chetnik travada contra civis muçulmanos no leste da Bósnia em 1942 e 1943 representou genocídio. Embora Byford observe que os crimes de Chetnik contra os muçulmanos foram "mais localizados e em menor escala" quando comparados com a violência Ustasha contra os sérvios, "seus objetivos, crueldade calculada e impacto devastador na comunidade de vítimas foram comparáveis".

#### Livros
- Begić, Mujo (2013). Zločini ustanika u Ljutočkoj dolini 1941. godine [Crimes of insurgents in the Ljutočka valley in 1941] (PDF) (em bósnio). Sarajevo, Bosnia and Herzegovina: Institut za istraživanje zločina protiv čovječnosti i međunarodnog prava Univerziteta u Sarajevu. ISBN 9789958740930
- Cohen, Philip J. (1996). Serbia's Secret War: Propaganda and the Deceit of History. College Station, Texas: Texas A&M University Press. ISBN 978-0-89096-760-7
- Čekić, Smail (1996). Genocid nad Bošnjacima u Drugom svjetskom ratu: dokumenti [Genocide of Bosniaks in World War II: documents] (PDF). [S.l.]: Udruženje Muslimana za antigenocidne aktivnosti. Consultado em 7 de março de 2019. Cópia arquivada (PDF) em 15 de outubro de 2020
- Dedijer, Vladimir; Miletić, Antun (1990). Genocid nad Muslimanima, 1941–1945: zbornik dokumenata i svedočenja [Genocide of Muslims, 1941–1945: A Collection of Documents and Testimonies] (em servo-croata). Sarajevo, Yugoslavia: Svjetlost. ISBN 978-86-01-01829-7
- Dizdar, Zdravko; Sobolevski, Mihajlo (1999). Prešućivani četnički zločini u Hrvatskoj i u Bosni i Hercegovini 1941–1945 [Suppressed Chetnik Crimes in Croatia and Bosnia and Herzegovina 1941–1945]. Zagreb: Croatian Institute of History. ISBN 978-953-6491-28-5
- Dulić, Tomislav (2005). Utopias of Nation: Local Mass Killing in Bosnia and Herzegovina, 1941–42. Uppsala, Sweden: Uppsala University Library. ISBN 978-9-1554-6302-1
- Dulić, Tomislav (2010). «Ethnic Violence in Occupied Yugoslavia: Mass Killing from Above and Below». In:  Djokić, Dejan; Ker-Lindsay, James. New Perspectives on Yugoslavia: Key Issues and Controversies. [S.l.]: Routledge. ISBN 978-1-136-93132-1
- Hoare, Marko Attila (2006). Genocide and Resistance in Hitler's Bosnia: The Partisans and the Chetniks 1941–1943. New York: Oxford University Press. ISBN 978-0-19-726380-8
- Hoare, Marko Attila (2007). The History of Bosnia: From the Middle Ages to the Present Day. [S.l.]: Saqi. ISBN 978-0-86356-953-1
- Hoare, Marko Attila (2013). Bosnian Muslims in the Second World War. Oxford, UK: Oxford University Press. ISBN 978-0-231-70394-9
- Jareb, Mario (2011). «Allies or Foes? Mihailovic's Chetniks during the Second World War». In:  Ramet, Sabrina P.; Listhaug, Ola. Serbia and the Serbs in World War Two. London: Palgrave Macmillan. pp. 155–174. ISBN 978-0230278301
- Jelić Butić, Fikreta (1986). Četnici u Hrvatskoj, 1941-1945 [Chetniks in Croatia, 1941-1945]. [S.l.]: Globus. ISBN 9788634300109
- Klemenčič, Matjaž; Žagar, Mitja (2004). The former Yugoslavia's diverse peoples: a reference sourcebook. [S.l.]: ABC-CLIO. ISBN 978-1-57607-294-3
- Levene, Mark (dezembro de 2013). Annihilation: Volume II: The European Rimlands 1939-1953. [S.l.]: OUP Oxford. ISBN 978-0-19-968304-8
- MacDonald, David Bruce (2002). Balkan Holocausts?: Serbian and Croatian Victim Centered Propaganda and the War in Yugoslavia. Manchester: Manchester University Press. ISBN 978-0-7190-6467-8
- Milazzo, Matteo J. (1975). The Chetnik Movement and the Yugoslav Resistance. Baltimore, Maryland: Johns Hopkins University Press. ISBN 9781421433417
- Radanović, Milan (2016). Kazna i zločin: snage kolaboracije u Srbiji [Crime and punishment: Forces of collaboration in Serbia]. Belgrade: Rosa Luxemburg Stiftung, Regionalna kancelarija za jugoistočnu Evropu. ISBN 9788688745161
- Ramet, Sabrina P. (2006). The Three Yugoslavias: State-Building and Legitimation, 1918–2005. Bloomington: Indiana University Press. ISBN 978-0-253-34656-8
- Redžić, Enver (1987). Muslimansko autonomaštvo i 13. SS divizija: autonomija Bosne i Hercegovine i Hitlerov Treći Rajh [Muslim Autonomy and the 13th SS Division: the Autonomy of Bosnia and Herzegovina and Hitler's Third Reich]. Sarajevo: Svjetlost. ISBN 9788601011243
- Redžić, Enver (2005). Bosnia and Herzegovina in the Second World War. London; New York: Frank Cass. ISBN 978-0-7146-5625-0
- Rummel, Rudolph J. (1998). Statistics of Democide: Genocide and Mass Murder Since 1900. [S.l.]: LIT Verlag Münster. ISBN 978-3-8258-4010-5
- Singleton, Frederick Bernard (1985). A Short History of the Yugoslav Peoples. New York: Cambridge University Press. ISBN 978-0-521-27485-2 Verifique o valor de |url-access=registration (ajuda)
- Tomasevich, Jozo (1975). War and Revolution in Yugoslavia, 1941–1945: The Chetniks. Stanford: Stanford University Press. ISBN 978-0-8047-0857-9
- Tomasevich, Jozo (2001). War and Revolution in Yugoslavia, 1941–1945: Occupation and Collaboration. 2. San Francisco: Stanford University Press. ISBN 978-0-8047-3615-2
- Veljan, Nejra; Ćehajić, Maida (2020). «A Dangerous Nexus? History, Ideology and the Structure of the Contemporary Chetnik Movement». Sarajevo, Bosnia and Herzegovina: Atlantic Initiative. Democracy and Security in Southeastern Europe. VII (1): 22–40. ISSN 1986-5708
- Žerjavić, Vladimir (1995). «Demografski i ratni gubici Hrvatske u Drugom svjetskom ratu i poraću» [Demographic and War Losses of Croatia in the World War Two and in the Postwar Period]. Zagreb, Croatia. Journal of Contemporary History (em croata). 27 (3): 543–559
- Mojzes, Paul (2011). Balkan Genocides: Holocaust and Ethnic Cleansing in the 20th Century. Lanham: Rowman & Littlefield. ISBN 9781442206632
- Levy, Michele Frucht (2013). «'The Last Bullet for the Last Serb': The Ustaša Genocide against Serbs: 1941–1945». In:  Crowe, David. Crimes of State Past and Present: Government-Sponsored Atrocities and International Legal Responses. [S.l.]: Routledge
- MacDonald, David Bruce (2009). «From Jasenovac to Srebrenica: Subaltern Genocide and the Serbs». In:  Robins, Nicholas A.; Jones, Adam. Genocides by the Oppressed: Subaltern Genocide in Theory and Practice. Bloomington, Indiana: Indiana University Press
- Žanić, Ivo (2007). Flag on the Mountain: A Political Anthropology of War in Croatia and Bosnia-Herzegovina, 1990–1995. London: Saqi. ISBN 978-0-86356-815-2
- Krizman, Bogdan (1980). Pavelić između Hitlera i Mussolinija (em croata). [S.l.]: Globus. ISBN 9788634301540. OCLC 7833178
- Topalović, Živko (1985). Kako su komunisti dograbili vlast u Jugoslaviji [How the Communists Seized Power in Yugoslavia] (em croata). London: Izd. "Sindikalista,"

#### Jornais
- Geiger, Vladimir (2012). «Human losses of Croats in World War II and the immediate post-war period caused by the Chetniks (Yugoslav Army in the Fatherland) and the Partizans (People's Liberation Army and the partizan detachment of Yugoslavia/Yugoslav Army) and the Yugoslav Communist authoritities. Numerical indicators». Review of Croatian History. VIII (1): 77–121
- Gumz, Jonathan (2011). «Reviews: Marko Attila Hoare, Genocide and Resistance in Hitler's Bosnia: The Partisans and Chetniks, 1941—1943, British Academy Postdoctoral Fellowship Monograph, Oxford: Oxford University Press, 2006; xiv + 386 pp; £65.00 hbk; ISBN 9780197263808: Stevan K. Pavlowitch, Hitler's New Disorder: The Second World War in Yugoslavia, London: Hurst Publishers, 2008; xix + 332 pp.; £20.00 pbk; ISBN 1850658951». Journal of Contemporary History. 43 (3). 219 páginas. doi:10.1177/00220094110460010310
- Jareb, Mario (dezembro de 2011). «Prilog raspravi o karakteru ustanka od 27. srpnja 1941. godine» [An addition to the debate about the character of the uprising of 27 July 1941]. Zagreb, Croatia: Croatian Institute of History. Journal of Contemporary History (em croata). 43 (3): 751–771
- Sobolevski, Mihael (1994). «Prilog istraživanju zločina četničkog pokreta u Lici u Drugom svjetskom ratu» [An addition to the investigation of the crimes of the Chetnik movement in Lika in the Second World War]. Zagreb, Croatia: Croatian Institute of History. The Anthology of Senj: Contributions to Geography, Ethnology, Economy, History and Culture (em croata). 21 (1): 271–289
- Sobolevski, Mihael (2004). «Pljačka i teror Dinarske četničke divizije na području općine Krivi put 28. i 29. prosinca 1944.» [Robbery and Terror of Dinara Chetnik Division in the Krivi Put Region on 28th and 29th December 1944]. Zagreb, Croatia: Croatian Institute of History. The Anthology of Senj: Contributions to Geography, Ethnology, Economy, History and Culture (em croata). 31 (1): 271–289
- Williams, Heather (2008). «Genocide and Resistance in Hitler's Bosnia: The Partisans and Chetniks, 1941-1943. By Marko Attila Hoare. Oxford: Oxford University Press for the British Academy, 2006. xiv, 386 pp. Notes. Bibliography. Glossary. Index. Maps. $99.00, hard bound.». Slavic Review. 67 (2): 465–466. doi:10.1017/S0037677900023810

#### Websites
- Zdravko Dizdar (1996). «Chetnik Genocidal Crimes Against Croatians and Muslims in Bosnia. and Herzegovina and Against Croatians in Croatia During World War II». Hic.hr. Consultado em 7 de Maio de 2020
- Goldstein, Ivo (7 de novembro de 2012). «Četnički zločin u Rami u listopadu 1942. godine (III dio)» [Chetnik Crimes in Rama in October 1942 (Part III)] (em servo-croata). Prometej. Cópia arquivada em 22 de novembro de 2012
- Hoare, Marko. «The Chetniks and the Jews» (PDF). Arquivado do original em 15 de agosto de 2011 Extract from Genocide and Resistance in Hitler’s Bosnia: The Partisans and the Chetniks, 1941-1943, Oxford University Press, Oxford, 2006 (pp. 156–162).
- Toljaga, Daniel (18 de novembro de 2010). «Prelude to the Srebrenica genocide». Bosnian Institute. Consultado em 7 de Maio de 2020. Arquivado do original em 6 Set 2013